# Ikan goreng
Ikan goreng (nghĩa đen là cá chiên) là một món ăn truyền thống của ẩm thực Indonesia và ẩm thực Malaysia, món ăn này bao gồm cá chiên giòn, chiên ngập dầu, những loại hoặc các dạng hải sản khác được chế biến theo cách này cũng được gọi là Ikan goreng. Ikan goreng nghĩa đen là "cá chiên" trong tiếng Indonesia và tiếng Mã Lai. Ikan goreng rất phổ biến ở Indonesia. Thông thường, cá nguyên liệu được ướp với hỗn hợp bột nhão với gia vị, một số công thức sử dụng kecap manis (một loại nước tương ngọt) để rưới lên cá sau khi chiên. Ikan goreng thường được chiên ngập dầu bằng loại dầu dừa cực nóng cho đến khi cá chuyển sang vàng hươm và giòn rụm, phương pháp chế biến này thường được dùng với các nguyên liệu là cá chép, cá mè và cá măng sữa để hô biến xương của những con cá trở nên mịn, giòn và dùng được.

## Chế biến
Trước khi chiên, cá nguyên liệu thường được ướp với hỗn hợp gia vị, và đôi khi là kecap manis (nước tương ngọt), loại hỗn hợp gia vị có thể khác nhau giữa các vùng và tùy theo từng nơi, nhưng thông thường nó bao gồm sự kết hợp của muối, nước cốt chanh, hành tím xay, tỏi, ớt tiêu, rau mùi, nghệ, riềng và muối. Một số công thức có thể sử dụng bột hoặc trứng phủ lên cá trước khi chiên. Sau khi chiên, cá thường có thể được dùng ngay với cơm hấp và sambal terasi (ớt với mắm tôm) hoặc sambal kecap (lát ớt, ô mai và nước tương ngọt) làm nước chấm.
Ở vùng Manado Đông Indonesia và Maluku thì Ikan goreng thường sử dụng gia vị dabu-dabu hoặc colo-col. Một số công thức chế biến món cá chiên Ikan goreng có thể thêm bumbu (hỗn hợp gia vị) trộn với hoặc tưới lên trên thân thịt của con cá chiên, chẳng hạn như bumbu acar kuning (dưa chua vàng), làm từ nghệ, tỏi và các loại gia vị khác, dán với dưa chuột, cà rốt, ớt cắt lát, và bào tròn, hoặc cà chua xắt nhỏ ngâm giấm. Một công thức nấu ăn quen thuộc khác như rica-rica và asam pedas.
Có rất nhiều biến thể, biến tấu và công thức chế biến món cá chiên Ikan goreng, khác với công thức ướp gia vị, lớp phủ toping bumbu, nước chấm hoặc sambal, cho đến các loài cá được chiên lên. Hầu hết tất cả các loại cá và hải sản đều có thể được chế biến thành ikan goreng, phổ biến nhất là cá bớp nước ngọt, cá bilis (mystacoleucus), patin (cá tra), nila (cá rô phi sông Nile), mujair (cá rô phi đen) và ikan mas (cá chép). Các loại cá chiên món hải sản này là bandeng (cá măng sữa), tongkol hoặc cakalang (cá ngừ vằn), cá ngừ, bawal (cá chim), tenggiri (wahoo/cá thu ngàng), kuwe (cá khế), baronang (cá dĩa), kerapu (cá mú), kakap merah (cá hồng), teri (cá cơm), todak (cá kiếm), hiu hoặc cucut (cá mập) và pari (cá đuối).